# Партизанская поляна (мемориальный комплекс)
«Партиза́нская поля́на» — мемориальный комплекс, расположенный в Брянских лесах под Белыми Берегами, в 12 километрах к востоку от городской черты Брянска, на берегу реки Снежеть.
Партизанская поляна — традиционное место официальных встреч партизан и подпольщиков России и стран СНГ.
17 сентября 2010 года Партизанскую поляну посетил Президент РФ Дмитрий Медведев.

## История создания
Партизанская поляна — место, где накануне немецкой оккупации, в сентябре 1941 года, был проведён общий сбор всех брянских партизанских отрядов, начавших отсюда свой боевой путь. Таким образом, здесь «было поднято знамя священной борьбы за свободу и независимость нашей Родины».
Создание мемориального комплекса «Партизанская поляна» ставило своей целью увековечить память обо всех участниках партизанского движения на Брянщине.
Мемориальный комплекс (архитектор В. Н. Городков) был открыт в 1969 году и в последующем неоднократно пополнялся новыми объектами.

## Ансамбль «Партизанской поляны»
В состав комплекса входят:
- Центральный обелиск (высота 20 метров)
- Стела-карта партизанского движения
- Мраморные стелы в память партизанских бригад им. Кравцова и им. Щорса
- Музей истории партизанского движения на Брянщине с диорамой «Взрыв Голубого моста» и барельефной портретной галереей партизан — Героев Советского Союза, сражавшихся на брянской земле (открыт в 1977 году)
- Стена памяти с 8 тысячами имён погибших партизан и символическими бронзовыми скульптурами (1980-е годы)
- Вечный огонь
- Реконструкция партизанских землянок и скипидарной мастерской
- Аллея памяти, посаженная участниками Всесоюзной встречи партизан и подпольщиков (1981)
- Экспозиция военной техники (открыта в сентябре 2007 года)

## Галерея

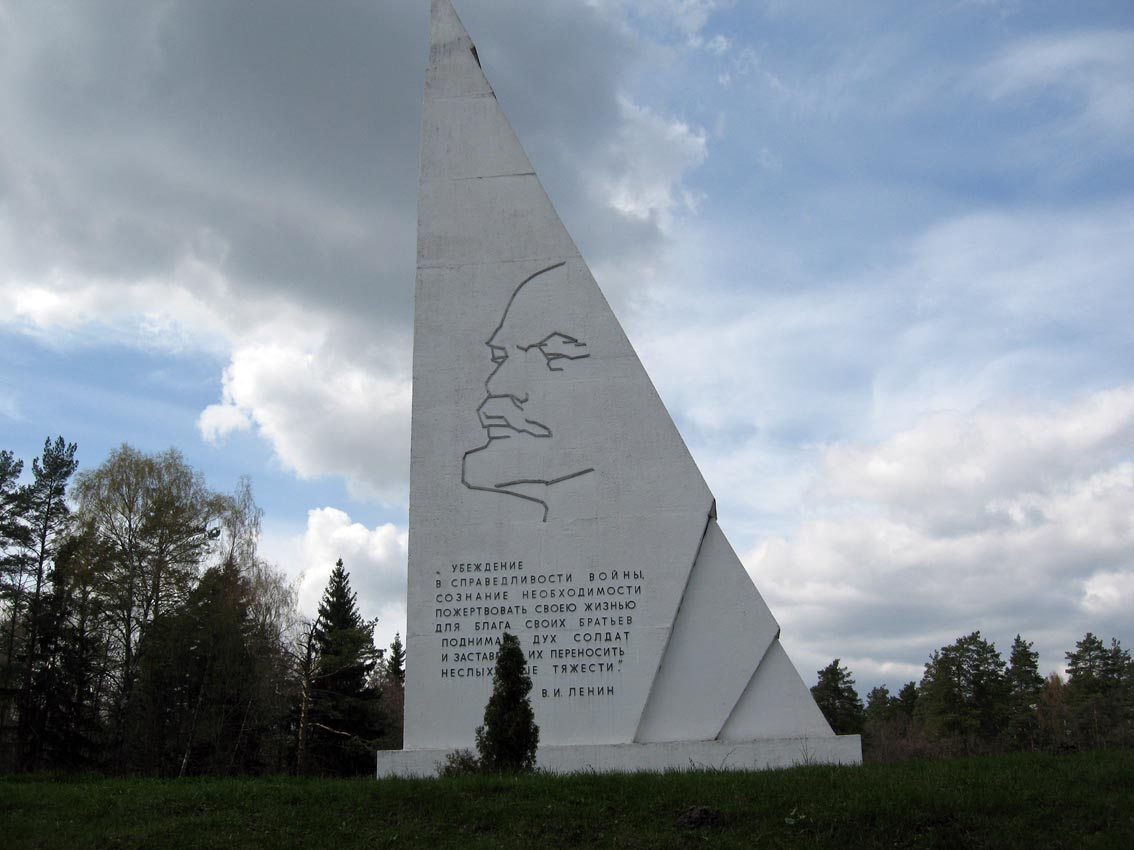
Обелиск-знамя
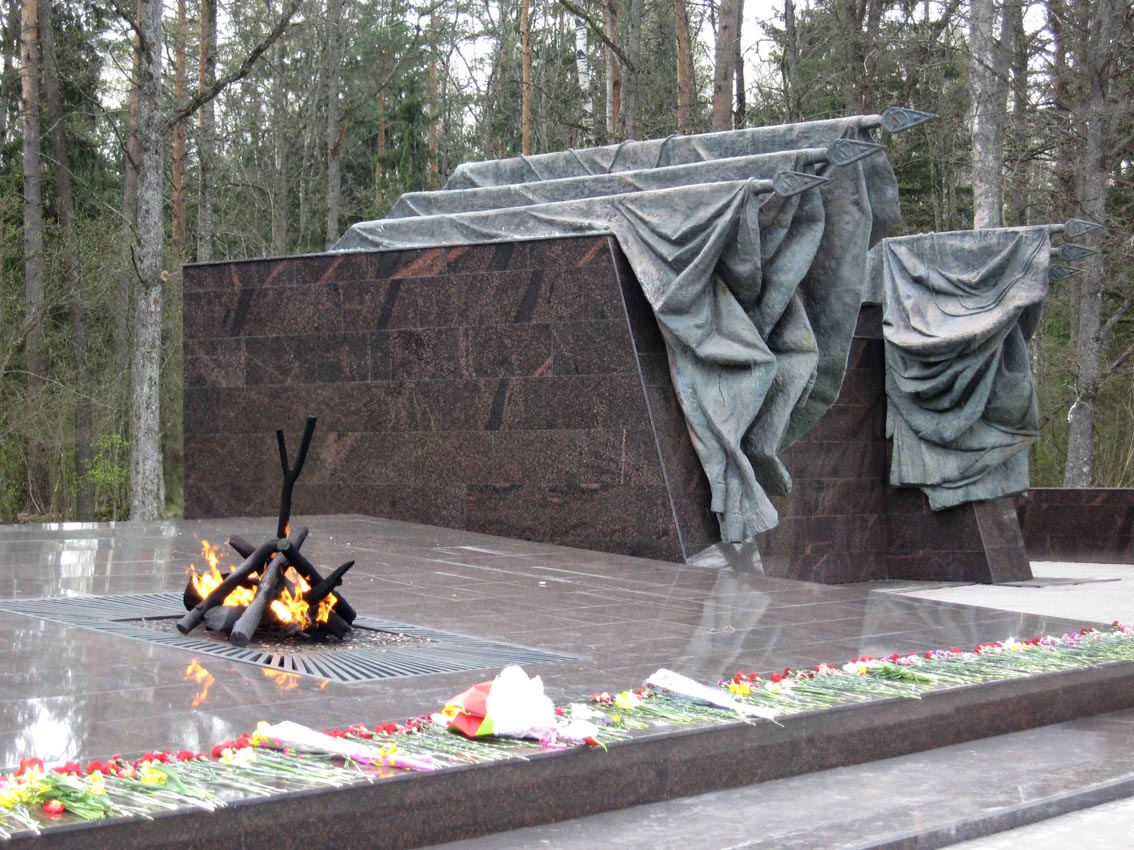
Вечный огонь
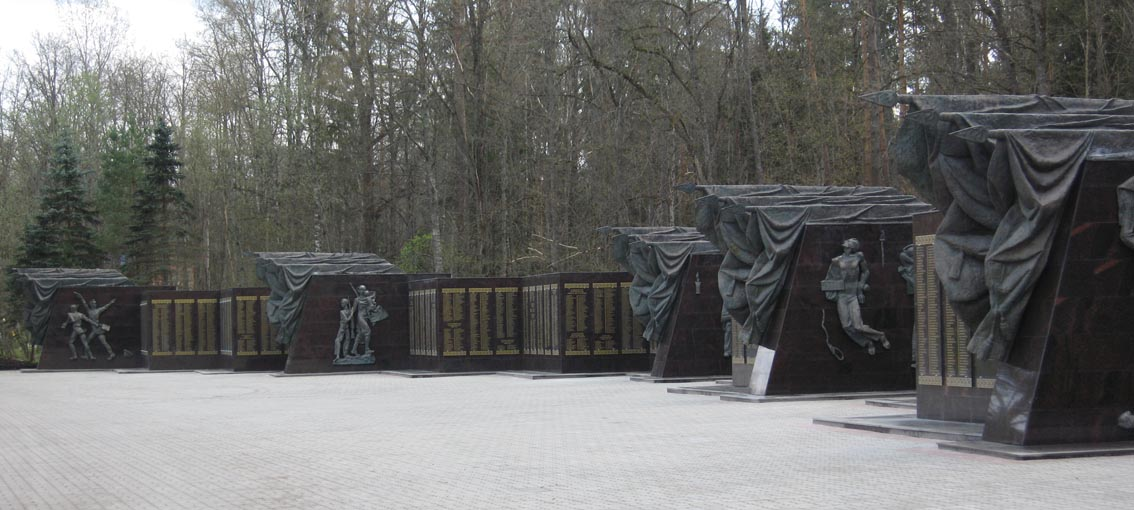
Стена памяти
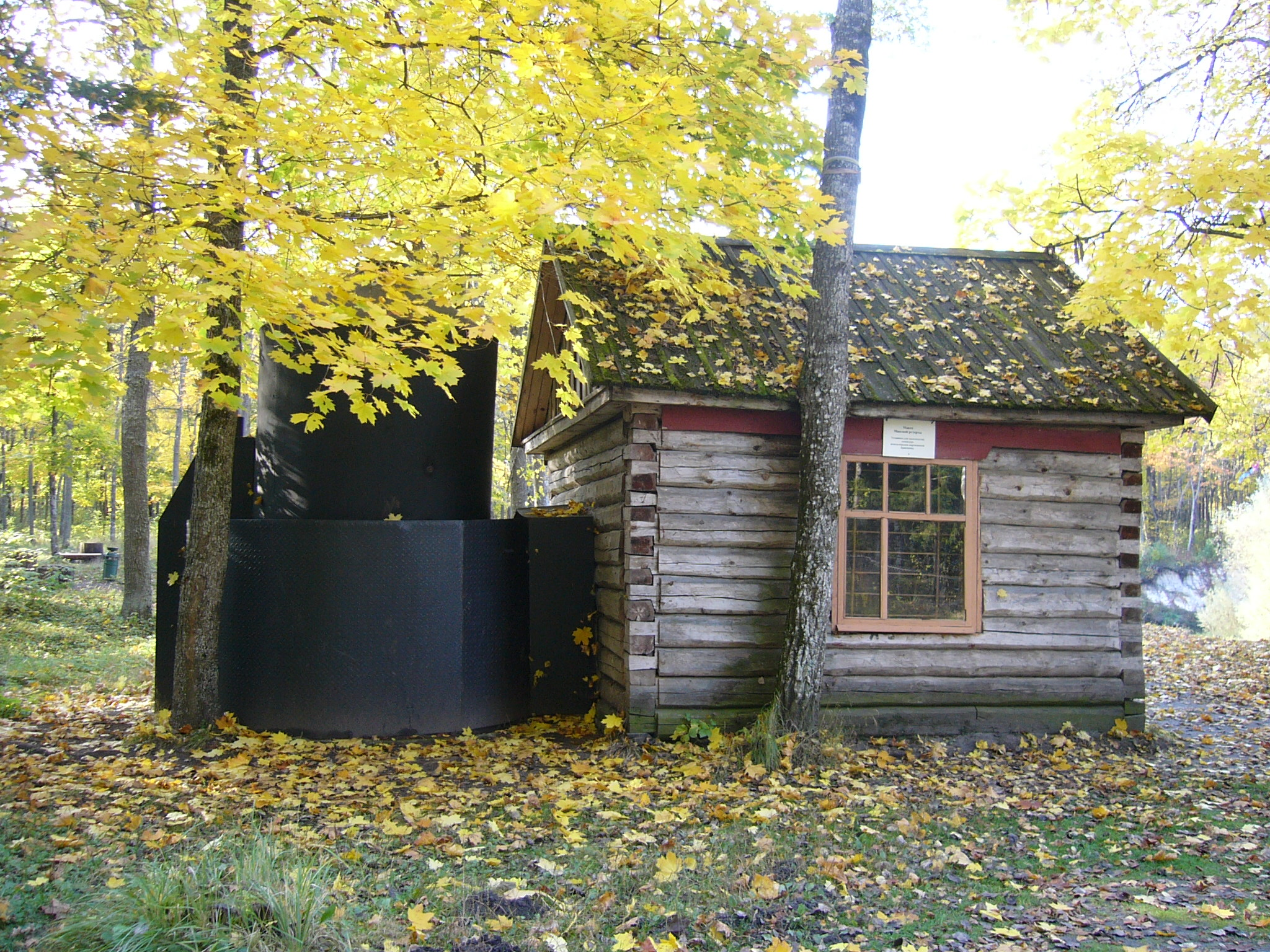
Реконструкция партизанской скипидарной мастерской
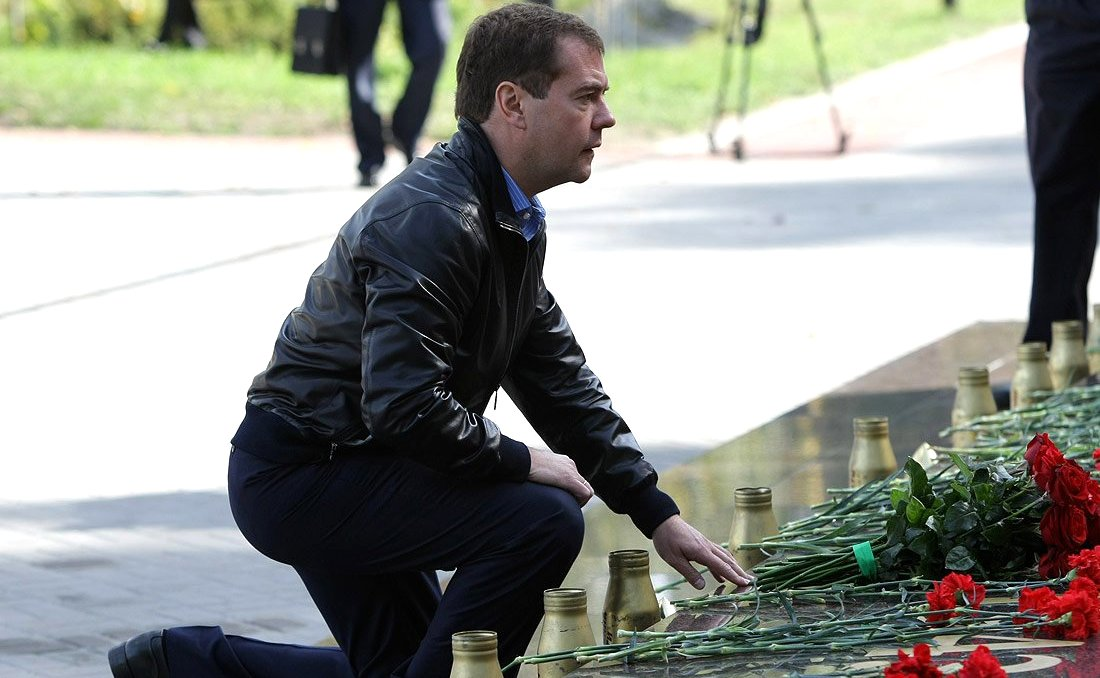
Президент РФ Д. А. Медведев возлагает цветы к Вечному огню
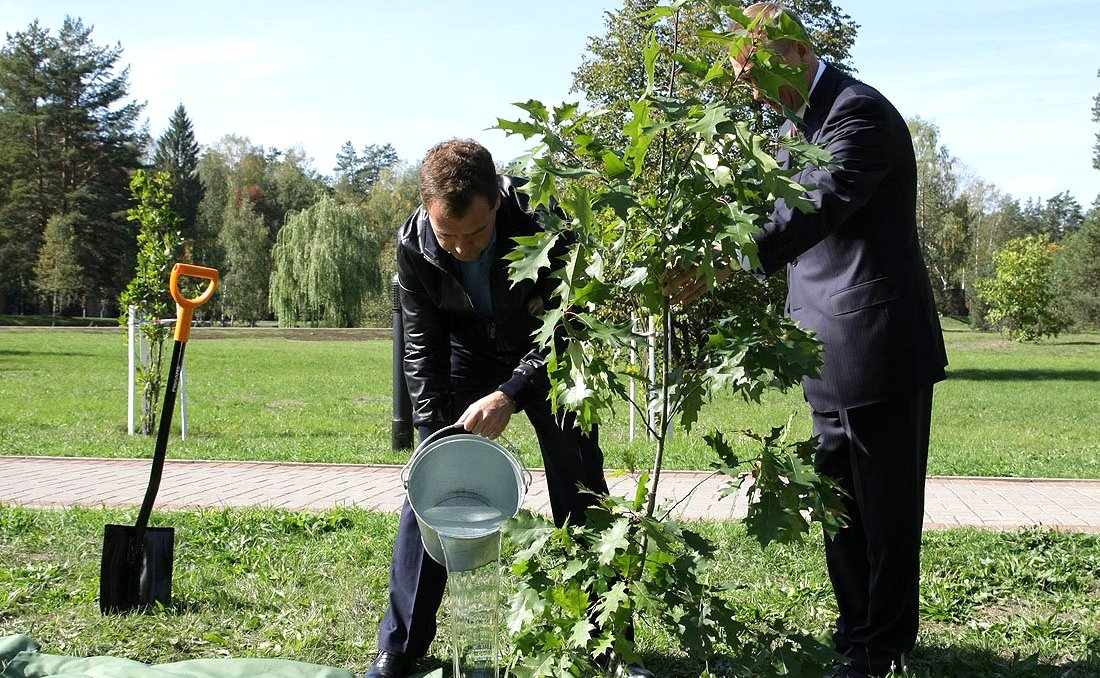
Дерево, посаженное Президентом РФ Д. А. Медведевым